# Father Christmas (The Kinks)
Father Christmas è una canzone pop-rock natalizia, incisa nel 1977 dal gruppo musicale britannico The Kinks pubblicata come singolo nel 1977. Autore del brano è Ray Davies.
Il singolo fu pubblicato su etichetta discografica Arista Records e prodotto da Ray Davies.
Vari interpreti hanno in seguito inciso una cover del brano.

## Testo
Il testo parla di un bambino che non ha mai creduto in vita sua all'esistenza di Babbo Natale (indicato con il nome di Father Christmas), in quanto ritiene che se esistesse davvero, dovrebbe procurare un lavoro a suo padre e a lui un'arma per lui per spaventare gli altri bambini.

## Tracce
7"
1. Father Christmas (Edit) – 3:43
2. Prince of the Punks – 3:16

## Cover (lista parziale)
Tra gli artisti che hanno inciso una cover del brano, figurano (in ordine alfabetico):
- Bad Religion (2013)[2]
- Bowling for Soup (2009)[2]
- Cary Brothers (2009)[2]
- Man Overboard (2013)[2]
- OK Go (2006)[2]